# Thermohalobacter
Thermohalobacter è un genere di batterio appartenente alla famiglia delle Clostridiaceae.